# Under the beautiful stars
『Under the beautiful stars』（アンダー・ザ・ビューティフル・スターズ）は、松田聖子通算39枚目のオリジナル・アルバム。2005年12月7日発売。発売元はSony Records。

## 解説
「I'll fall in love」（2005年8月24日発売）、「しあわせな気持ち」（2005年9月21日発売）のB面「思い出にできなくて」「The time went by」を含む。 

## 収録曲
全作詞: Seiko Matsuda／全作曲・編曲: Ryo Ogura
1. クリスマスの願い
  - ストリングスアレンジ: Sachiko Miyano
2. 友達から恋人までの距離
3. The time went by
4. 青春の日々
5. あなたの翼
6. 思い出にできなくて（Album Version)
7. 戻れないあの日
  - ストリングスアレンジ: Sachiko Miyano
8. Under the beautiful stars

## 関連作品
- クリスマスの願い
  - Seiko Matsuda Christmas Songs
- 戻れないあの日
  - Seiko Matsuda Best Ballad
- Under the beautiful stars
  - SEIKO STORY〜90s-00s HITS COLLECTION〜